# Laser-Doppler-Anemometrie

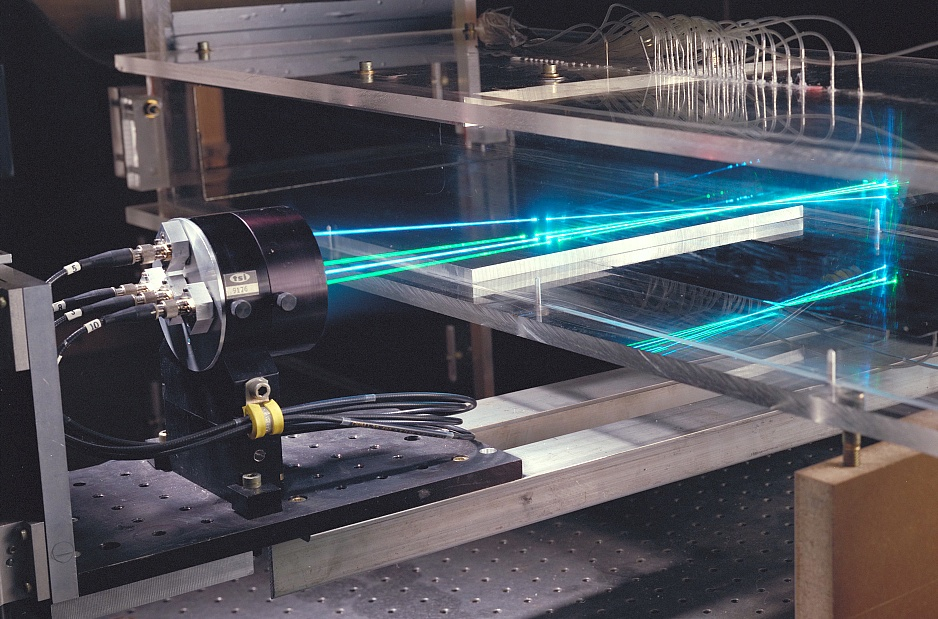
2D-Laser-Doppler-Anemometer an einem Strömungskanal. Zwei Strahlpaare leicht unterschiedlicher Wellenlänge dienen der Messung der Längs- bzw. vertikalen Komponente der Strömungsgeschwindigkeit am Ort des Schnittpunkts. Das Objektiv ist mit dem nicht gezeigten Lasersystem durch Lichtleiter verbunden. Das erleichtert scannende Bewegungen des Objektivs zusammen mit dem damit verbundenen Detektor auf der anderen Seite des Strömungskanals. Die Luft, auch im Kanal, ist rauchgeschwängert, um die Laserstrahlen sichtbar zu machen (siehe die scheinbare Lücke beim Durchtritt der Strahlen durch die seitliche Wand des Kanals).

Die Laser-Doppler-Anemometrie (LDA) ist ein berührungsloses optisches Messverfahren zur punktuellen Bestimmung von Geschwindigkeitskomponenten in Fluidströmungen (Flüssigkeiten oder Gase). Hierbei wird ein Laserstrahl mit Hilfe eines Strahlteilers in zwei Strahlen aufgeteilt. Am Messpunkt kreuzen sich diese Strahlen wieder und es entsteht im Kreuzungsbereich ein Interferenzstreifenmuster. Ein Partikel, das sich zusammen mit dem Fluid durch das Streifenmuster bewegt, generiert in einem Photodetektor ein Streulichtsignal, dessen Frequenz proportional der Geschwindigkeitskomponente senkrecht zu den Interferenzstreifen ist. Dabei handelt es sich um Schwebung zwischen dem unterschiedlich dopplerverschobenen Streulicht beider Laserstrahlen. Durch Kombination von drei Laser-Doppler-Systemen mit unterschiedlichen Laserwellenlängen können so punktuell alle drei Strömungsgeschwindigkeitskomponenten erfasst werden.

## Funktionsweise
Die Laser-Doppler-Technik basiert auf der Bestimmung der Dopplerverschiebung des Streulichtes eines bewegten Objektes, das mit Laserlicht beleuchtet wird. Da die Frequenz von Licht nicht direkt gemessen werden kann, wird sie durch Überlagerung mit einem Referenzstrahl in den Bereich einiger Megahertz gebracht.
Für die Erklärung der Signalgenerierung haben sich unterschiedliche Modellvorstellungen etabliert. Das Interferenzstreifenmodell für eine Zweistrahlanordnung ist sehr anschaulich, aber streng genommen nur für sehr kleine Partikel ({\displaystyle d<<\lambda }) gültig. Das etwas komplexere Dopplermodell, von dem der Name Laser-Doppler-Technik abgeleitet ist, beschreibt die Signalentstehung dagegen umfassender, schließt das Interferenzstreifenmodell mit ein und erklärt auch die Signalentstehung für sogenannte Einstrahl- oder Referenzstrahl-Laser-Doppler-Systeme. Ein weiterer zum Dopplermodell äquivalenter Ansatz ist die Beschreibung über stationäre Lichtstreuung, z. B. Mie-Streuung.

### Interferenzstreifenmodell
Viele Laser-Doppler-Systeme im Bereich der Strömungsmesstechnik arbeiten mit zwei einander unter einem Winkel 2{\displaystyle \phi } kreuzenden kohärenten Laserstrahlen (siehe Aufbau von Laser-Doppler-Systemen). Im Kreuzungsbereich interferieren die beiden Wellen miteinander und es entsteht ein Interferenzstreifensystem mit idealerweise äquidistanten ebenen Interferenzflächen. Die Interferenzflächen stehen dabei senkrecht auf der durch die Laserstrahlen aufgespannten Ebene und parallel zur Winkelhalbierenden der Laserstrahlen und haben den Abstand
{\displaystyle \Delta x={\frac {\lambda }{2\sin \phi }}.}
Bewegt sich ein sehr kleines Partikel durch dieses periodische Interferenzstreifensystem, streut es die lokale gitterartige Intensitätsverteilung. Die Frequenz des erfassten Streulichtsignals ist somit proportional zur Geschwindigkeitskomponente {\displaystyle v_{x}} senkrecht zu den Interferenzflächen.
{\displaystyle f_{S}=v_{x}\,{\frac {2\sin \phi }{\lambda }}}

### Dopplermodell

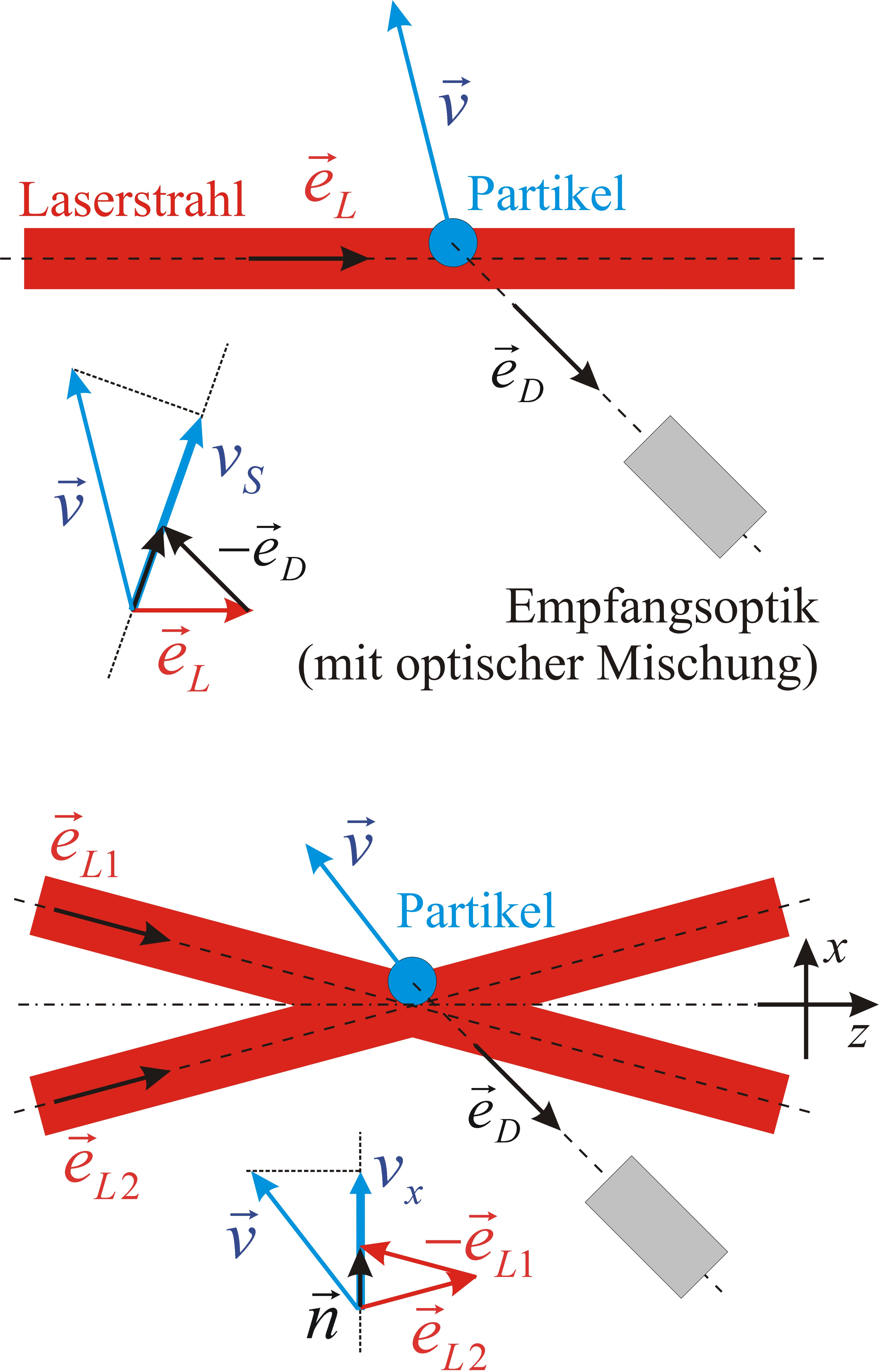
Vektorbeziehungen des Dopplereffektes für die Einstrahl- und Zweistrahl-Laser-Doppler-Technik

Die richtungsabhängige Dopplerverschiebung des Streulichtes eines Partikels in einem Laserstrahl lässt sich über die vektorielle Beschreibung des Dopplereffektes darstellen. Im Fall des Laser-Doppler-Systems wirkt das Partikel zunächst als bewegter Empfänger, der die dopplerverschobene Frequenz eines stationären Senders der Frequenz {\displaystyle f_{L}}, des Lasers, erfasst. Die von dem bewegten Partikel gestreute Welle wird nun von einem ortsfesten Detektor erfasst. Somit muss der Dopplereffekt ein zweites Mal angewandt werden und es ergibt sich für die Frequenz des gestreuten Lichtes
{\displaystyle f=f_{L}\,{\frac {\left(1-{\frac {{\vec {v}}\cdot {\vec {e}}_{L}}{c}}\right)}{\left(1-{\frac {{\vec {v}}\cdot {\vec {e}}_{D}}{c}}\right)}},}
wobei {\displaystyle {\vec {e}}_{L}} der Einheitsvektor in Richtung der Laserstrahlachse und {\displaystyle {\vec {e}}_{D}} der Einheitsvektor vom Partikel zum stationären Empfänger ist. Für Partikelgeschwindigkeiten {\displaystyle v} wesentlich kleiner als die Lichtgeschwindigkeit {\displaystyle c} kann die folgende Näherung angegeben werden:
{\displaystyle f\approx f_{L}\,\left(1-{\frac {{\vec {v}}\cdot {\vec {e}}_{L}}{c}}+{\frac {{\vec {v}}\cdot {\vec {e}}_{D}}{c}}\right)=f_{L}\left(1-{\frac {\vec {v}}{c}}({\vec {e}}_{L}-{\vec {e}}_{D})\right)}
Die beobachtete Dopplerverschiebung ist demnach sowohl vom Geschwindigkeitsvektor {\displaystyle {\vec {v}}}, der Orientierung der Laserstrahlachse {\displaystyle {\vec {e}}_{L}} als auch von der Beobachtungsrichtung {\displaystyle {\vec {e}}_{D}} abhängig. Die eigentliche Frequenzverschiebung durch den Dopplereffekt kann aufgrund der Trägheit von optischen Detektoren nicht direkt gemessen werden (zur direkten Messung der Dopplerverschiebung siehe Global Doppler Velocimetry). Aus diesem Grunde wird das Streulicht der Frequenz {\displaystyle f} mit einer Referenzwelle ähnlicher Frequenz {\displaystyle f_{R}} überlagert und am Detektor optisch gemischt. Das Ergebnis dieser Mischung ergibt ein Detektorsignal mit der Differenzfrequenz {\displaystyle f_{R}-f} der beiden Wellen.
Die Laser-Doppler-Systeme unterscheiden sich nun nach Beobachtungsrichtung und Referenzfrequenz für die optische Mischung:
Einstrahl-Laser-Doppler-Systeme
- Wird das Streulicht in Rückstreuung (Streuwinkel 180°) detektiert ({\displaystyle {\vec {e}}_{L}=-{\vec {e}}_{D}}) und mit der ursprünglich eingestrahlten Welle überlagert ({\displaystyle f_{R}=f_{L}}), ergibt sich für die messbare Signalfrequenz

{\displaystyle f_{S}=f_{R}-f={\frac {2v_{z}}{\lambda }},}
wobei vz die Geschwindigkeitskomponente in Richtung der Achse des Laserstrahls ist. Diese Anordnung wird als Laser-Doppler-Vibrometer bezeichnet und dient zur Bestimmung des Schwingungszustandes von Oberflächen in Rückstreuung.
- Zur Bestimmung von Strömungsgeschwindigkeiten in biologischen und medizinischen Anwendungen wird die Empfangsoptik oft unter einem definierten Winkel zum senkrecht eingestrahlten Laserstrahl angeordnet ({\displaystyle {\vec {e}}_{L}-{\vec {e}}_{D}=konst}). Die Referenzwelle zur Mischung wird dabei durch die Streuung am umgebenden unbewegten Gewebe generiert. Berücksichtigt man, dass für diese Anwendungsfälle der Geschwindigkeitsvektor nur eine Komponente {\displaystyle v_{x}} aufweist, z. B. Blutströmungen parallel zur Hautoberfläche, kann diese mittels der Laser-Doppler-Technik bestimmt werden. Probleme treten bei zusätzlichen Geschwindigkeitskomponenten auf.
- In gleicher Weise kann das Streulicht von einem bewegten Partikel unter einem festen Winkel erfasst werden und mit der ursprünglichen Laserfrequenz in der Empfangsoptik gemischt werden. Man spricht in diesem Fall von einem Einstrahl-Laser-Doppler-System. Die ersten realisierten Laser-Doppler-Systeme waren in dieser Weise aufgebaut.

Zweistrahl-Laser-Doppler-System
- In der Strömungsmesstechnik hat sich jedoch das Zweistrahl-Laser-Doppler-System durchgesetzt. Hierbei werden zwei Laserstrahlen unter einem Winkel 2{\displaystyle \phi } auf einen Punkt auf der bewegten Struktur oder in einem Fluid fokussiert. Die Streuwellen beider Laserstrahlen werden unterschiedlich dopplerverschoben, der Ortsvektor vom Streuzentrum zu einem ortsfesten Detektor ist aber für beide Streulichtsignale gleich

{\displaystyle {\vec {e}}_{D1}={\vec {e}}_{D2}={\vec {e}}_{D}.}
Überlagert man beide Streuwellen auf dem Detektor, ergibt sich als Signalfrequenz:
{\displaystyle {\begin{aligned}&f_{S}=f_{1}-f_{2}=f_{L}\,\left(1-{\frac {\vec {v}}{c}}\cdot ({\vec {e}}_{L1}-{\vec {e}}_{D})\right)-f_{L}\,\left(1-{\frac {\vec {v}}{c}}\cdot ({\vec {e}}_{L2}-{\vec {e}}_{D})\right)\\&=f_{L}{\frac {\vec {v}}{c}}\cdot \left({\vec {e}}_{L2}-{\vec {e}}_{L1}\right)=f_{L}{\frac {{\vec {v}}\cdot {\vec {n}}}{c}}\\&=v_{x}{\frac {2\sin \phi }{\lambda }}\end{aligned}}}
Dies entspricht dem oben für das Interferenzstreifenmodell angegebenen Zusammenhang zwischen Signalfrequenz und Geschwindigkeit senkrecht zu den Interferenzstreifen. Vorteil der Zweistrahlanordnung ist, dass die Signalfrequenz nicht von der Beobachtungsrichtung abhängig ist, nur der Schnittwinkel und die Wellenlänge in die Proportionalitätskonstante zur Geschwindigkeitsbestimmung eingehen und eine definierte Geschwindigkeitskomponente erfasst wird. Damit muss das Zweistrahlverfahren nicht kalibriert werden.

Vorzeitiger Herzschlag, der durch Laser-Doppler-Holographie des Augenhintergrunds aufgedeckt wird

Ein typisches Messvolumen hat bei der Laser-Doppler-Anemometrie eine Länge von einem Millimeter und einen Durchmesser von einigen Zehntelmillimetern.
Da die Strömungsrichtung der Partikel bei einem ruhenden Interferenzstreifenmuster nicht eindeutig ist, werden die einzelnen Laserstrahlen mit Hilfe eines optoakustischen Modulators frequenzverschoben und somit eine Bewegung in das Interferenzstreifenmuster induziert, sodass die Bestimmung der Geschwindigkeitsrichtung eindeutig wird. Vereinfacht dargestellt, bestehen die als Braggzellen bezeichneten akusto-optischen Modulatoren aus einem Kristall, durch den der Laserstrahl durchgeführt wird. Mittels piezoelektrischer Erregung des Kristalls im Ultraschallbereich von 25 MHz bis 120 MHz werden Dichteunterschiede, d. h. Brechungsindexschwankungen, induziert, an denen sich der in der Braggzelle einfallende Laserstrahl unter dem Braggwinkel beugt. Die Frequenz des Lasers und die der akustischen Wellen werden zu einer Gesamtfrequenz des austretenden Laserstrahls addiert, d. h. beim Verlassen der Braggzelle wird die Frequenz des Laserstrahles um den Betrag der Braggzellen-Frequenz verschoben. Wenn nur einer der Laserstrahlen eine Frequenzverschiebung erfahren hat, bewegt sich das Interferenzstreifenmuster im Messvolumen mit der Frequenz der verwendeten Braggzelle. Die Bursts einzelner durch das Messvolumen strömender Partikel werden von einem Photodetektor aufgenommen. Zur Auswertung wird das Signal noch bandpassgefiltert, sodass es symmetrisch bezüglich einer Nulllinie vorliegt, hierbei wird der Gleichstromanteil des ursprünglichen LDA-Burstsignals eliminiert. Über einen A/D-Umwandler erhält ein Prozessor das Messsignal. Durch Auswertung der Burstsignale (Counter) und der Signalzeit erhält man schließlich die Frequenz f. Alternativ zur Countermethode kann das Messsignal mit entsprechenden Geräten (z. B. einem Transientenrekorder) direkt einer Fouriertransformation unterzogen werden.
Der Photodetektor kann in Vorwärtsstreuanordnung oder in Rückwärtsstreuanordnung aufgebaut werden. Wenn der Photodetektor in Vorwärtsstreurichtung installiert ist, wird das von dem Partikel gestreute Signal von einer Empfangsoptik in Ausbreitungsrichtung des Lichts aufgenommen. Bei der Rückwärtsstreuanordnung ist der Detektor in entgegengesetzter Richtung der Ausbreitung beider Laserstrahlen angeordnet. Bei der Rückwärtsstreuanordnung kann die Sendeoptik so konstruiert werden, dass sie gleichzeitig die Empfangsoptik mit aufnimmt, sodass eine aufwendige Justage zwischen Sende- und Empfangseinheit entfällt. Allerdings ist die Intensität des Streusignals bei dieser Anordnung um eine Größenordnung kleiner als bei der Vorwärtsstreuanordnung (Mie-Streuung), sodass die Rückwärtsstreuung erst durch die Entwicklung leistungsstarker Laser und Photodetektoren ermöglicht wurde.
Für die wissenschaftliche und insbesondere kommerzielle Nutzung, d. h. bei häufig wechselndem Messeinsatz, haben sich LDA-Systeme in sog. Rückstreuanordnung durchgesetzt, da diese flexibler und leichter adaptierbar sind. Heutzutage finden fast ausschließlich LDA-Systeme mit Sonden, die eine Rückstreuoptik enthalten, Anwendung.